# Ann McLane Kuster
Pour les articles homonymes, voir Kuster.
Ann McLane Kuster, née le 5 septembre 1956 à Concord (New Hampshire), est une femme politique américaine, membre du Parti démocrate et élue du New Hampshire à la Chambre des représentants des États-Unis de 2013 à 2025.

## Biographie

### Famille et études
Ann McLane naît le 5 septembre 1956 de parents actifs en politique. Son père, Malcolm McLane, fut maire de Concord et tenta de se faire élire gouverneur en tant qu'indépendant. Sa mère, Susan McLane, était une élue républicaine du Sénat du New Hampshire.
Après avoir obtenu son bachelor of arts au Dartmouth College, McLane travaille pour le représentant de Californie Pete McCloskey (en) de 1978 à 1981. Elle obtient son juris doctor du Centre de droit de l'université de Georgetown en 1984. Elle devient alors avocate.

### Représentante des États-Unis
Lors des élections de 2010, elle se présente à la Chambre des représentants des États-Unis dans le 2e district du New Hampshire, le plus favorable aux démocrates des deux districts de l'État. Le représentant démocrate sortant, Paul Hodes (en), quitte la Chambre basse du Congrès pour se présenter au Sénat. Ann McLane Kuster remporte facilement la primaire démocrate avec 71 % des voix. Elle affronte l'ancien représentant républicain Charles Bass (en), battu par Hodes en 2006. Bass la présente comme « trop à gauche », elle le dépeint comme un insider de Washington D.C.. Elle perd de justesse l'élection (46,8 % des voix contre 48,3 %) dans un contexte national de vague républicaine.
Peu de temps après sa défaite, elle repart en campagne pour être la candidate démocrate aux élections de 2012. Portée par la victoire de Barack Obama à l'élection présidentielle concomitante, elle bat Charles Bass avec 50,2 % des voix contre 45,4 % pour le républicain.
En 2014, elle affronte la jeune Marilinda Garcia, considérée comme une étoile montante du Parti républicain. Kuster la juge « trop extrême » pour l'électorat du New Hampshire. Même si le duel est annoncé comme serré, c'est la démocrate qui arrive en tête des enquêtes d'opinion. Elle est réélue avec 55 % des suffrages. Elle remporte un nouveau mandat lors des élections de 2016, avec quatre points d'avance sur son rival républicain. Deux ans plus tard, elle bat facilement le républicain Steve Negron lors des élections de mi-mandat de 2018, avec 55,6 % des voix. Pour la première fois, elle siège dans une chambre majoritairement démocrate.
Pour les primaires démocrates en vue de l'élection présidentielle américaine de 2020, elle apporte son soutien à Pete Buttigieg, dont elle devient vice-président de la campagne nationale. Après le retrait de Buttigieg, elle apporte son soutien à Joe Biden. Elle est réélue pour un cinquième mandat à la Chambre lors des élections de novembre.
Candidate à sa réélection en 2022, elle est réélue pour un sixième mandat contre le républicain Robert Burns. Elle est présidente de la New Democrat Coalition au cours du 118e congrès de janvier 2023 à janvier 2025.
Le 27 mars 2024, elle annonce qu'elle ne sera pas candidate à un septième mandat lors des élections de novembre. Le candidat qu'elle soutient pour lui succéder, Colin Van Ostern, perd la primaire démocrate contre Maggie Goodlander, laquelle remporte ensuite l'élection générale,.